# Regia accademia danese di scienze e lettere

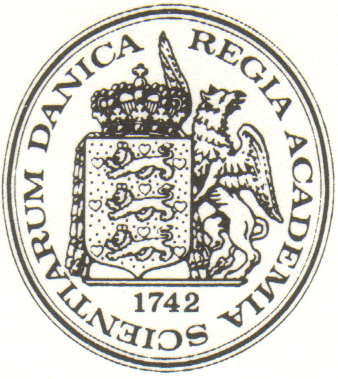
Sigillo dell'accademia

La Regia accademia danese di scienze e lettere (danese: Kongelige Danske Videnskabernes Selskab; latino: Regia Academia Scientiarum Danica) è l'accademia delle scienze della Danimarca ed ha sede a Copenaghen.

## Storia
L'Accademia venne fondata nel 1742 per concessione di Cristiano VI di Danimarca come Collegium Antiquitatum. Dal 1745 al 1770 si chiamò Kiøbenhavske Selskab af Laerdoms og Videnskabers Elskere, dal 1777 il nome divenne Kongelige Videnskabers Selskab ("Regia accademia della scienza") e dal 1781 prese l'attuale denominazione Kongelige Danske Videnskabernes Selskab.
Le maggiori imprese portate a termine dall'Accademia sono state le prime serie di carte topografiche complete della Danimarca, nelle scale 1:20.000 e 1:200.000, realizzate fra il 1763 ed il 1843; ed inoltre il Dansk Ordbok ("Vocabolario Danese") in otto volumi, redatto fra il 1793 ed il 1905.

## Soci

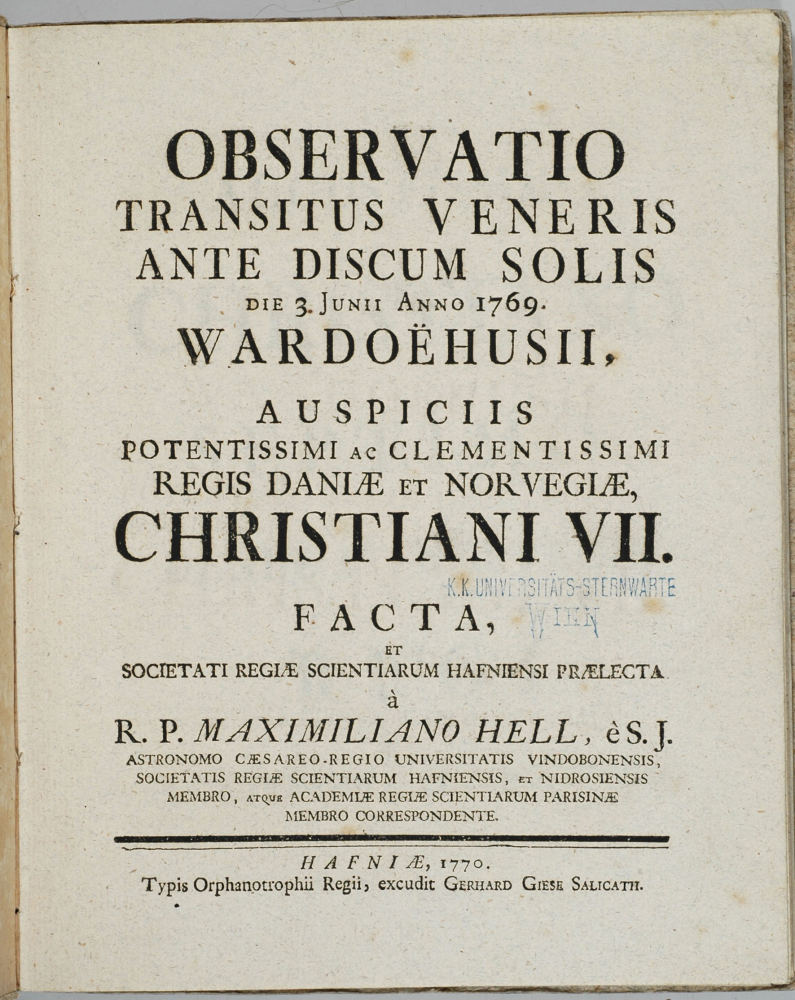
Maximilian Hell: Observatio transitus Veneris ante discum Solis, 1770

L'Accademia ha circa 250 membri danesi e 260 stranieri.
Fra i soci illustri si annoverano:

1. Erik Pontoppidan (1742)
2. Christian Pedersen Horrebow (1749)
3. Morten Thrane Brünnich (1769)
4. Lorenz Spengler (1778)
5. Johann Hieronymus Chemnitz (1780)
6. Johannes Nikolaus Tetens (1787)
7. Martin Vahl (1791)
8. Heinrich Christian Friedrich Schumacher (1808)
9. Hans Christian Ørsted (1808)
10. Heinrich Christian Schumacher (1815)
11. Ole Worm (1823)
12. William Christopher Zeise (1824)
13. Rasmus Christian Rask (1825)
14. Peter Oluf Brøndsted (1826)
15. Peter Wilhelm Lund (1831)
16. Johan Nicolai Madvig (1833)
17. Johannes Japetus Smith Steenstrup (1842)
18. Jørgen Matthias Christian Schiødte
19. Carl Christoffer Georg Andræ (1853)
20. Heinrich Louis d'Arrest (1858)
21. Julius Thomsen (1860)
22. Ludvig Lorenz (1866)
23. Svend Hersleb Grundtvig (1868)
24. Christian Christiansen (1875)
25. Harald Høffding (1884)
26. Jørgen Pedersen Gram (1888)
27. Emil Christian Hansen (1890)
28. Johan Kjeldahl (1890)
29. Otto Jespersen (1899)
30. Kristoffer Nyrop (1899)
31. Søren Sørensen (1900)
32. John Dreyer (1901)
33. Axel Olrik (1907)
34. Martin Knudsen (1909)
35. Valdemar Poulsen (1914)
36. Johannes Andreas Grib Fibiger (1916)
37. Schack August Steenberg Krogh (1916)
38. Niels Bohr (1917)
39. Harald Bohr (1918)
40. Ejnar Hertzsprung (1919)
41. Vilhelm Andersen (1923)
42. Øjvind Winge (1927)
43. Bengt Georg Daniel Strömgren (1939)
44. Carsten Høeg (1941)
45. Werner Fenchel (1946)